# Kurt Schindler

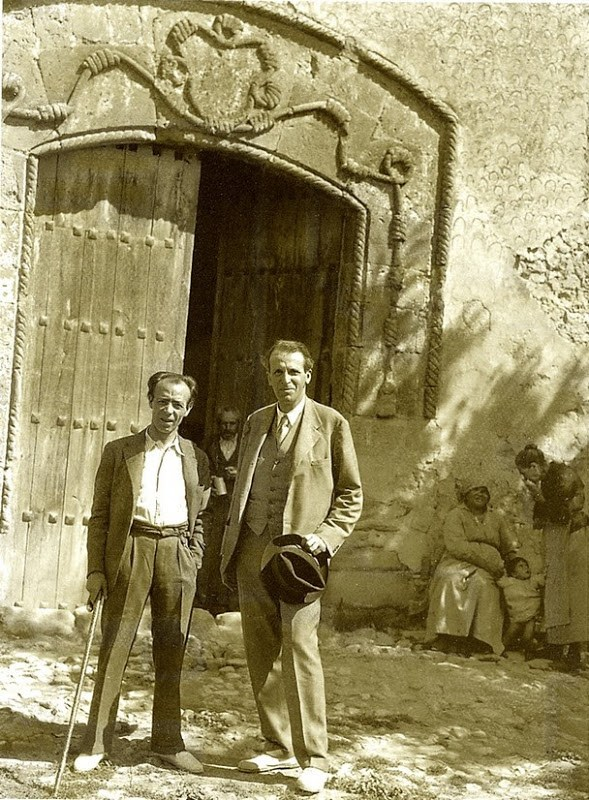
En el centro de la imagen, Schindler en 1932 durante una excursión a la ciudad soriana de Medinaceli con un grupo de amigos (a su izquierda el escultor Emiliano Barral).

Kurt Schindler (Berlín, 17 de febrero de 1882 -  Nueva York, 16 de noviembre de 1935) fue un compositor, director, folclorista y musicólogo alemán nacionalizado estadounidense.

## Biografía
Nacido en Berlín, de familia judía, hijo de un 
banquero (que también era dueño de un sanatorio de reposo en esa ciudad), Schindler fue el típico modelo germano de niño prodigio. Estudió Musicología y Composición musical en Berlín y en Múnich con maestros como Ludwig Thuille y Conrad Ansorge. En 1902 hizo su debut como compositor en el festival de música de Krefeld, donde tomó contacto con otros músicos, como Gustav Mahler, Karl Adolf Lorenz y Richard Strauss. Ocupó el puesto de auxiliar de dirección en la Ópera de Stuttgart junto a Richard Strauss, así como en Würzburg.
En 1905, el cajero del banco familiar se fugó a Chile con todo el dinero, suceso que provocó el suicidio de los padres de Schindler, quien dejó a su hermano, más joven, en Alemania y decidió abrirse camino en Estados Unidos. Sus visitas anteriores como invitado a la Ópera Metropolitana de Nueva York le facilitaron ingresar en ella 
como asistente del director de coro. En 1909 fundó el MacDowell Choir, agrupación coral de 160 miembros que él dirigió hasta 1920 —permaneciendo aún activa hasta 1926— reconocida como embrión de la Schola Cantorum de la ciudad de Nueva York. La sociedad coral "Mac Dowell Club Chorus" colaboraría con la Orquesta Filarmónica de Nueva York en distintas ocasiones y en trabajos importantes como el estreno americano del Martirio de San Sebastián de Debussy en 1912. También fue organista y director del Templo Emmanuel de Manhattan, realizando varias giras por Europa.
Entre 1910 y 1935, Schindler desarrolló una intensa actividad como musicólogo, destacando sus arreglos para coro y sus recopilaciones de música folclórica española y rusa sefardita.
El desafortunado conjunto de sucesos que fueron acompañando a Schindler a lo largo de su vida, el mencionado suicidio de sus progenitores; la temprana muerte de su esposa, la actriz rusa Vera Androuchevitch, después de numerosas dificultades para casarse en 1916, y de cuya familia se hizo cargo; el triste abandono del MacDowel Choir por desavenencias con el equipo directivo; y, tras una cadena de apuros económicos, acabar como modesto profesor en el Bennington Collage (Vermont), desembocaron en su temprana muerte de cáncer con sólo 53 años.

### Trabajos de campo
Instalando su base temporalmente en la soriana, la estancia y viajes por España y Portugal, constituyeron quizá el periodo más feliz de la vida de Schindler, y desde luego el más productivo, aunque en gran medida olvidado. Le acompañó en su trabajo de campo José A. Weissberger, promotor de la edición póstuma de su cancionero Folk Music and Poetry of Spain and Portugal. Careciendo de fortuna personal (por las vicisitudes familiares que le tocó vivir), Schindler contó con la ayuda de la Hispanic Society of America, y el apoyo de los catedráticos 
Federico de Onís y Ángel del Río, y de la profesora Pilar Madariaga, desde el Departamento de Español de la Universidad de Columbia.